# Darmstadt-Wixhausen
Wixhausen ist ein Stadtteil der kreisfreien Stadt Darmstadt in Südhessen. Der Stadtteil besteht aus den beiden statistischen Bezirken Wixhausen-West und Wixhausen-Ost.

## Geographie

### Geographische Lage
Wixhausen liegt am nördlichen Rand von Darmstadt in der Untermainebene zwischen Erzhausen im Norden, Gräfenhausen im Westen, Arheilgen und Kranichstein im Süden und Messel im Osten.

### Gewässer
- Brühlwiesengraben
- Hahnwiesenbach
- Hegbach
- Mühlbach

### Klima
Klimadiagramm Darmstadt-Wixhausen
|                       | Jan | Feb | Mär | Apr | Mai | Jun | Jul | Aug | Sep | Okt | Nov | Dez |   |      |
| Mittl. Tagesmax. (°C) | −1  | 7   | 11  | 18  | 23  | 23  | 26  | 25  | 21  | 13  | 6   | −1  | ⌀ | 14,3 |
| Mittl. Tagesmin. (°C) | −3  | −5  | 1   | 5   | 12  | 15  | 16  | 15  | 10  | 7   | 2   | −6  | ⌀ | 5,8  |
|                       |     |     |     |     |     |     |     |     |     |     |     |     |   |      |
| Niederschlag (mm)     | 83  | 64  | 30  | 61  | 109 | 78  | 104 | 91  | 82  | 92  | 93  | 113 | Σ | 1000 |

| −3 |

| −5 |

| 1 |

| 5 |

| 12 |

| 15 |

| 16 |

| 15 |

| 10 |

| 7 |

| 2 |

| −6 |

| −3 |

| −5 |

| 1 |

| 5 |

| 12 |

| 15 |

| 16 |

| 15 |

| 10 |

| 7 |

| 2 |

| −6 |

| N i e d e r s c h l a g | 83  | 64  | 30  | 61  | 109 | 78  | 104 | 91  | 82  | 92  | 93  | 113 |
|                         | Jan | Feb | Mär | Apr | Mai | Jun | Jul | Aug | Sep | Okt | Nov | Dez |

## Geschichte

### Ortsgeschichte
Wixhausen war schon in der Bronzezeit besiedelt. Ausgedehnte Grabfunde in der Ortsgemarkung, zur mittelhügelgräberzeitlichen Stufe Schwanheim gehörend, haben in der Archäologie zu einer eigenen Klassifizierung der doppelten Radnadeln, sogenannten Brillenspiralen, vom Typ Wixhausen geführt. Die ersten Anzeichen einer Besiedlung der Wixhäuser Gemarkung finden sich ungefähr im Jahre 1400 vor Christus. 750/780 wurde Wixhausen dann in das Frankenreich eingegliedert. Im Jahr 1172 wurde Wixhausen erstmals schriftlich erwähnt, und zwar als „Wickenhusen“, was so viel bedeutet wie „Siedlung am Weiher“, da im Mittelalter das Areal durch mehrere Quellbäche mit kleinen Teichflächen durchzogen war.
Die 1774 bis 1776 erbaute barocke evangelische Kirche ist sehenswert. Sie hat ein täglich manuell aufzuziehendes Schlagwerk von 1517 im romanischen Turm von 1150 (dem ältesten erhaltenen Darmstädter Bauwerk) und besondere Fenster („Physikfenster“ von Thomas Duttenhoefer, 1997). Der Friedhof wurde 1869 eingeweiht.
Hessische Gebietsreform (1970–1977)
Im Zuge der Gebietsreform in Hessen wurde die Gemeinde Wixhausen 1977 zu Darmstadt eingemeindet.
Für Wixhausen wurde ein Ortsbezirk mit Ortsbeirat und Ortsvorsteher gebildet, der einzige in Darmstadt. Der Ortsbezirk umfasst neben der Gemarkung Wixhausen auch den Teil der Gemarkung Arheilgen, der nördlich des Sülzbachs oder Silzbachs liegt. (Die eigentliche Gemarkungsgrenze nach Osten ist vielfach identisch mit der Bebauungsgrenze und beschränkt sich nördlich der Ortslage im Wesentlichen auf Flächen westlich der B 3.)

### Verwaltungsgeschichte im Überblick
Die folgende Liste zeigt die Staaten und Verwaltungseinheiten, denen Wixhausen angehörte:
- bis 1806 Heiliges Römisches Reich
  - vor 1479: Grafschaft bzw. Obergrafschaft Katzenelnbogen
  - 1479–1567: Landgrafschaft Hessen, Obergrafschaft Katzenelnbogen
  - 1567–1806: Landgrafschaft Hessen-Darmstadt
    - 1567–1803: Obergrafschaft Katzenelnbogen (1571 zum Amt Rüsselsheim; 1783 zum Amt Darmstadt, später Oberamt Darmstadt, Cent Arheilgen)
    - 1803–1806: Fürstentum Starkenburg, Amt Darmstadt
- 1806–1871: Großherzogtum Hessen
  - 1806–1848: Fürstentum bzw. Provinz Starkenburg
    - 1806–1821: Amt Darmstadt
    - 1821–1832: Landratsbezirk Langen[Anm. 2]
    - 1832–1848: Kreis Groß-Gerau

  - 1848–1852: Regierungsbezirk Darmstadt
  - 1852–1871: Provinz Starkenburg, Kreis Darmstadt
- 1871–1945: Deutsches Reich
  - 1871–1918: Großherzogtum Hessen, Provinz Starkenburg, Kreis Darmstadt
  - 1918–1938: Volksstaat Hessen, Provinz Starkenburg, Kreis Darmstadt
  - 1938–1945: Volksstaat Hessen, Landkreis Darmstadt[10][Anm. 3]
  - Land (Groß-)Hessen, Regierungsbezirk Darmstadt, Landkreis Darmstadt[Anm. 4]
- ab 1949: Bundesrepublik Deutschland
  - 1949–1977: Land Hessen, Regierungsbezirk Darmstadt, Landkreis Darmstadt
  - ab 1977: Land Hessen, Regierungsbezirk Darmstadt, Stadt Darmstadt

### Gerichte
Wixhausen gehörte zur Zent Arheilgen. In der Landgrafschaft Hessen-Darmstadt wurde mit Ausführungsverordnung vom 9. Dezember 1803 das Gerichtswesen neu organisiert. Für das Fürstentum Starkenburg wurde das Hofgericht Darmstadt eingerichtet. Es war für normale bürgerliche Streitsachen Gericht der zweiten Instanz, für standesherrliche Familienrechtssachen und Kriminalfälle die erste Instanz. Übergeordnet war das Oberappellationsgericht Darmstadt. Die Rechtsprechung der ersten Instanz wurde durch die Ämter bzw. Standesherren vorgenommen. Damit war das Amt Darmstadt zuständig. Die Zentgerichte hatten damit ihre Funktion verloren.
Mit Bildung der Landgerichte im Großherzogtum Hessen war ab 1821 das Landgericht Langen das Gericht erster Instanz. Die zweite Instanz war das Hofgericht Darmstadt.
Es folgten:
- 1853: Landgericht Darmstadt; zweite Instanz: Hofgericht Darmstadt
- 1879: Amtsgericht Darmstadt II (Umbenennung); zweite Instanz: Landgericht Darmstadt
- 1932: Amtsgericht Darmstadt; zweite Instanz: Landgericht Darmstadt

## Bevölkerung
Belegte Einwohnerzahlen bis 1970 sind:
- 1629: 41 Hausgesesse
- 1791: 280 Einwohner[11]
- 1800: 330 Einwohner[12]
- 1806: 412 Einwohner, 63 Häuser[13]
- 1961: 2864 evangelische (= 81,18 %), 416 katholische (= 11,79 %) Einwohner

| Wixhausen: Einwohnerzahlen von 1791 bis 1970 | Wixhausen: Einwohnerzahlen von 1791 bis 1970 | Wixhausen: Einwohnerzahlen von 1791 bis 1970 | Wixhausen: Einwohnerzahlen von 1791 bis 1970 | Wixhausen: Einwohnerzahlen von 1791 bis 1970 |
| --- | -------------------------------------------- | -------------------------------------------- | -------------------------------------------- | -------------------------------------------- |
| Jahr |                                              |                                              |                                              | Einwohner                                    |
| 1791 | 1791                                         |                                              | 280                                          | 280                                          |
| 1800 | 1800                                         |                                              | 330                                          | 330                                          |
| 1806 | 1806                                         |                                              | 425                                          | 425                                          |
| 1829 | 1829                                         |                                              | 554                                          | 554                                          |
| 1834 | 1834                                         |                                              | 645                                          | 645                                          |
| 1840 | 1840                                         |                                              | 715                                          | 715                                          |
| 1846 | 1846                                         |                                              | 776                                          | 776                                          |
| 1852 | 1852                                         |                                              | 781                                          | 781                                          |
| 1858 | 1858                                         |                                              | 784                                          | 784                                          |
| 1864 | 1864                                         |                                              | 860                                          | 860                                          |
| 1871 | 1871                                         |                                              | 915                                          | 915                                          |
| 1875 | 1875                                         |                                              | 961                                          | 961                                          |
| 1885 | 1885                                         |                                              | 1.104                                        | 1.104                                        |
| 1895 | 1895                                         |                                              | 1.268                                        | 1.268                                        |
| 1905 | 1905                                         |                                              | 1.594                                        | 1.594                                        |
| 1910 | 1910                                         |                                              | 1.821                                        | 1.821                                        |
| 1925 | 1925                                         |                                              | 2.052                                        | 2.052                                        |
| 1939 | 1939                                         |                                              | 2.630                                        | 2.630                                        |
| 1946 | 1946                                         |                                              | 3.271                                        | 3.271                                        |
| 1950 | 1950                                         |                                              | 3.386                                        | 3.386                                        |
| 1956 | 1956                                         |                                              | 3.470                                        | 3.470                                        |
| 1961 | 1961                                         |                                              | 3.528                                        | 3.528                                        |
| 1967 | 1967                                         |                                              | 4.076                                        | 4.076                                        |
| 1970 | 1970                                         |                                              | 4.185                                        | 4.185                                        |
| Datenquelle: Historisches Gemeindeverzeichnis für Hessen: Die Bevölkerung der Gemeinden 1834 bis 1967. Wiesbaden: Hessisches Statistisches Landesamt, 1968. Weitere Quellen: |                                              |                                              |                                              |                                              |

## Politik

### Ortsbeirat
| Ortsbeirat – Kommunalwahlen 2021 | Ortsbeirat – Kommunalwahlen 2021                             |
| --- | ------------------------------------------------------------ |
| Stimmanteil in %Wahlbeteiligung: 48,4 % 50403020100 46,1 (+0,2)37,9 (+0,8)15,9 (−1,1) SPDCDUUWIGAc20162021Anmerkungen:c Unabhängige Wählervereinigung, hervorgegangen aus der IG-Abwasser | SitzverteilungInsgesamt 9 Sitze - SPD: 4 - UWIGA: 2 - CDU: 3 |

### Wappen
In Gold ein wachsender roter, blaubezungter Löwe, mit der rechten Pranke den blauen Schaft einer von Silber und Rot gevierten Fahne umklammernd. 1962 im Hessischen Staatsarchiv registriert.

## Kultur und Sehenswürdigkeiten

### Bauwerke
- Die Brunnenanlage Trinkbornstraße
- Die Evangelische Kirche Wixhausen
- Der Friedhof Wixhausen
- Die katholische Kirche St. Bonifatius
- Die Pfarrhofreite
- Das Wixhäuser Dorfmuseum
- Das Wohnhaus Erzhäuser Straße 2

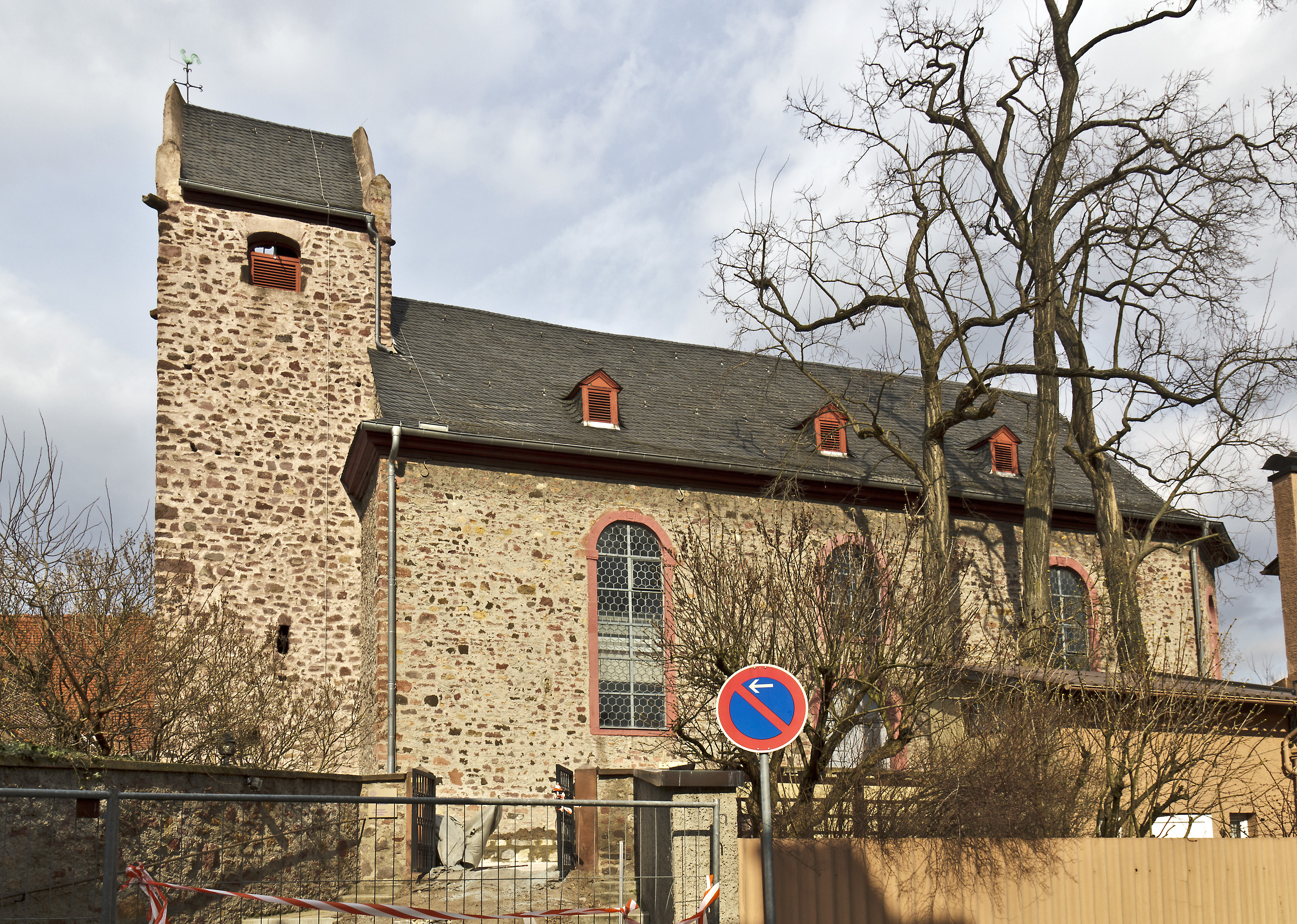
Evangelische Kirche
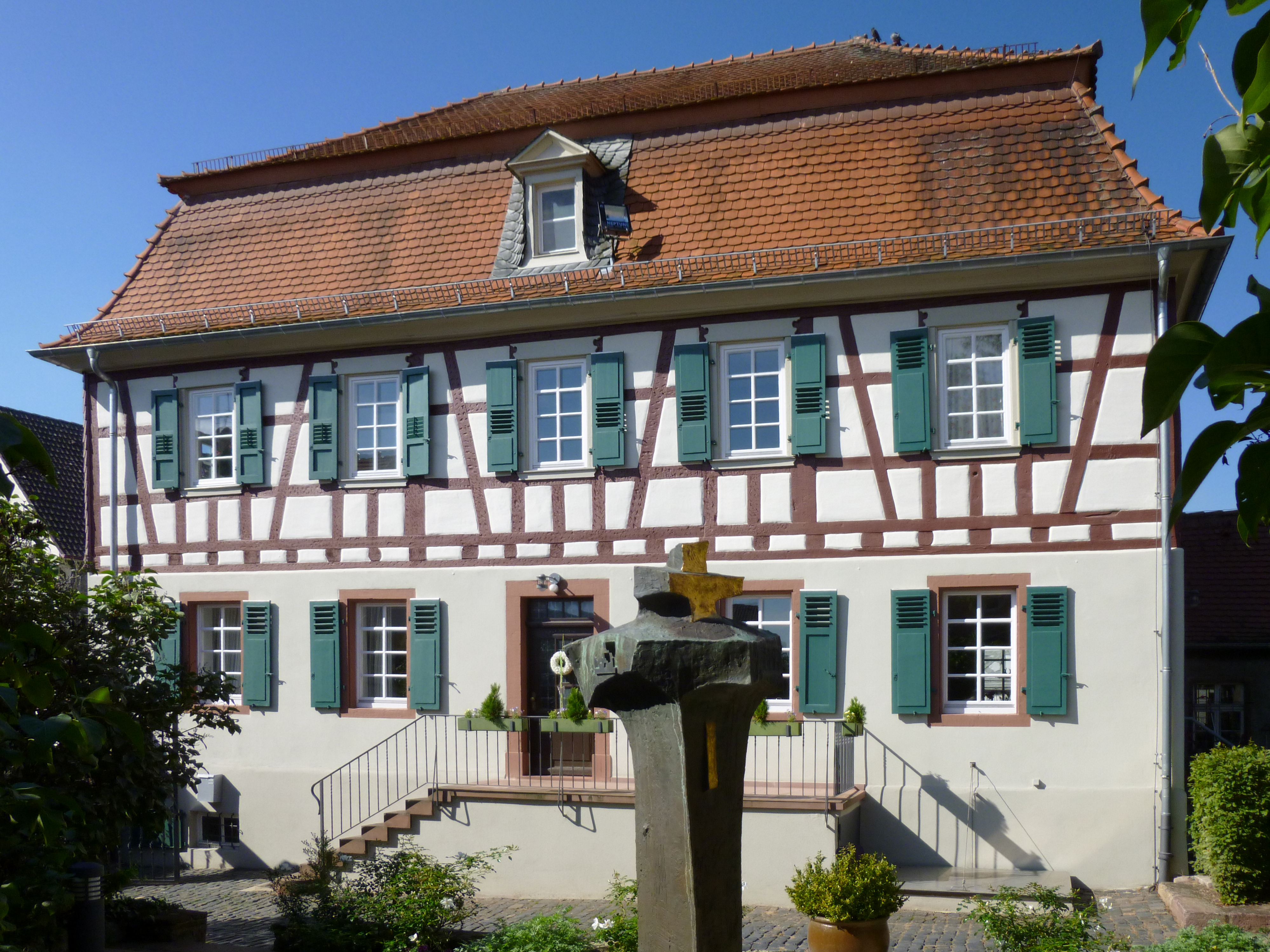
Pfarrhaus der evangelischen Kirche (2012)
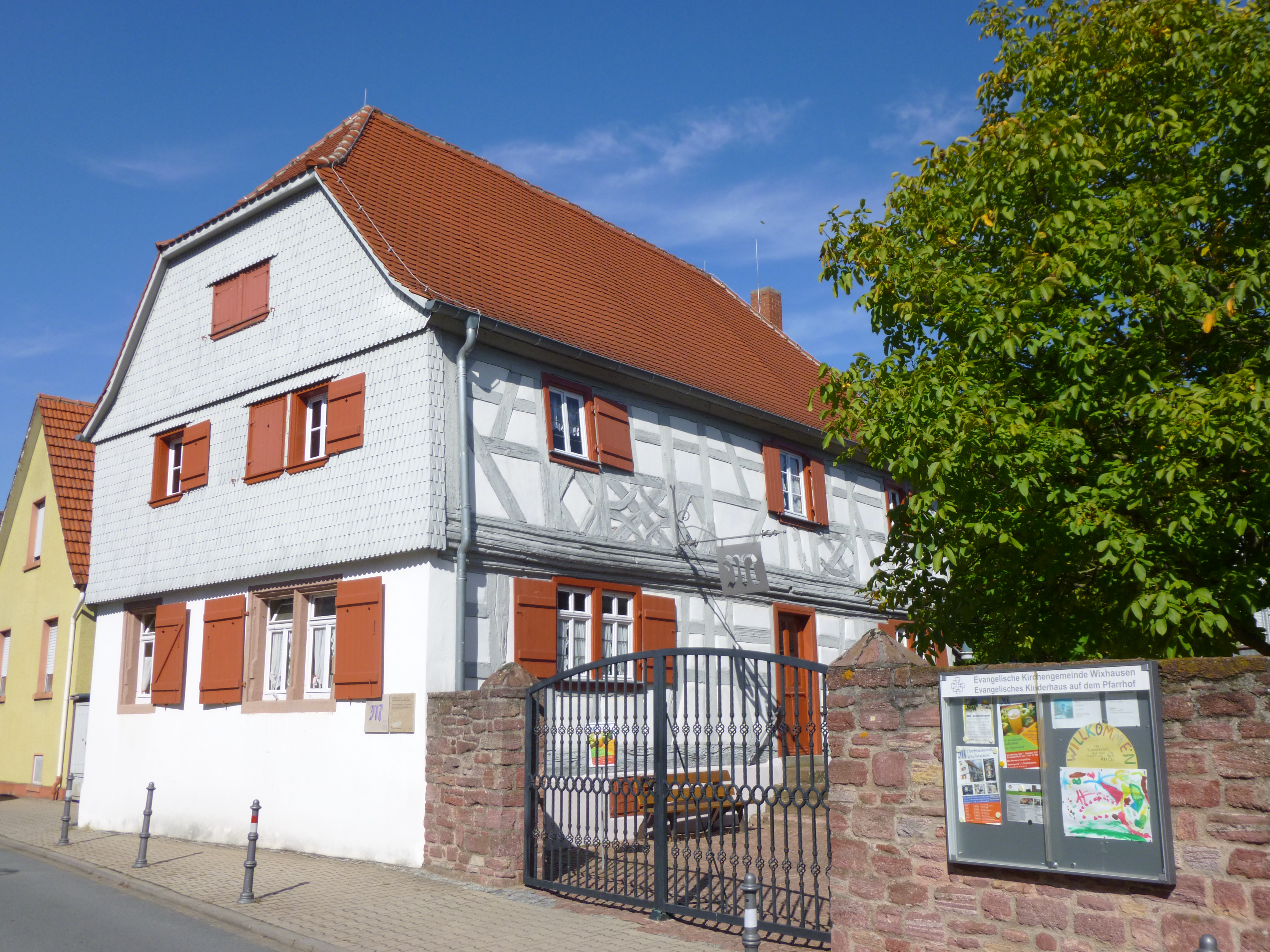
Wixhäuser Dorfmuseum (2012)
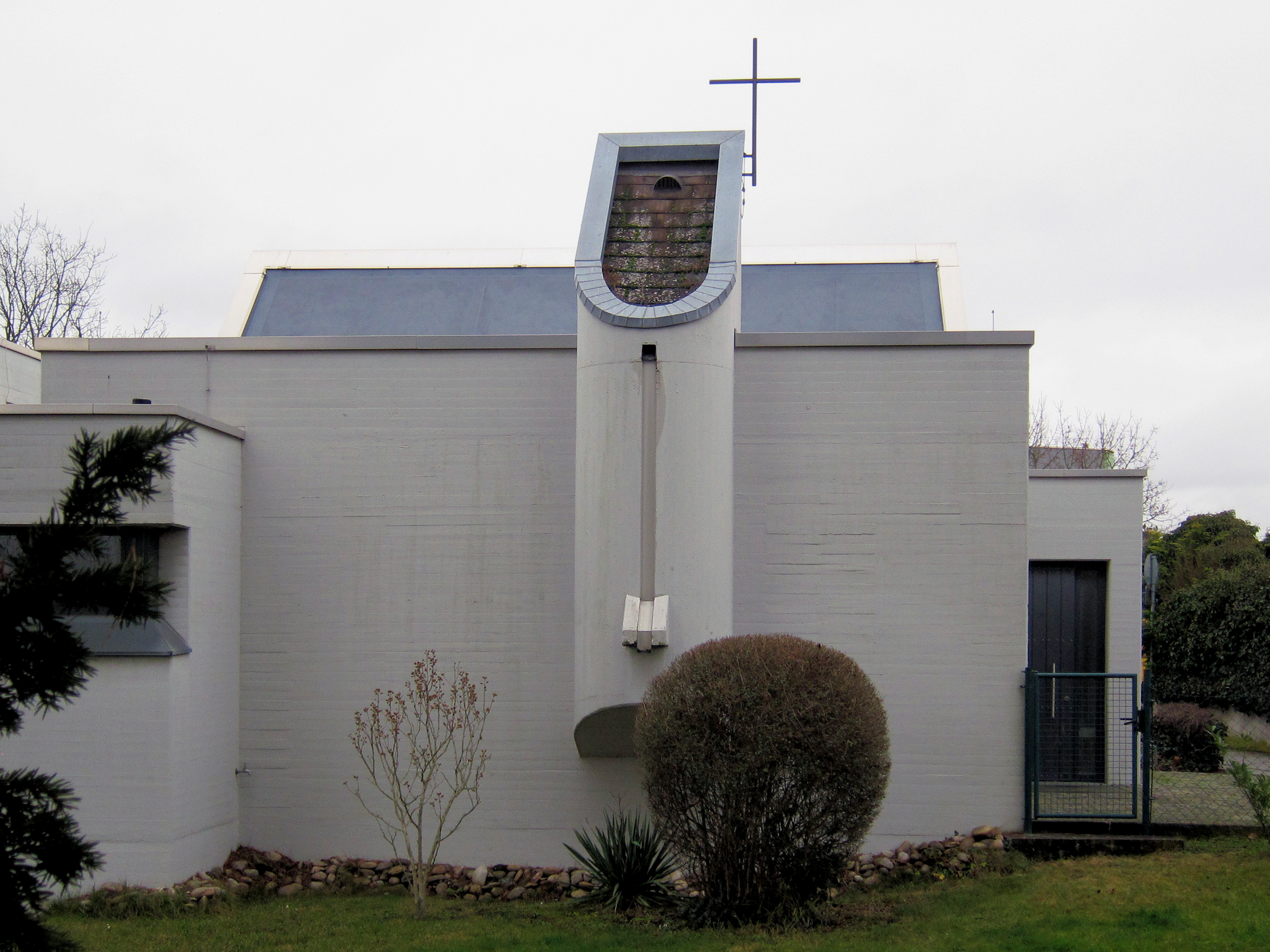
Katholische Kirche St. Bonifatius (2021)
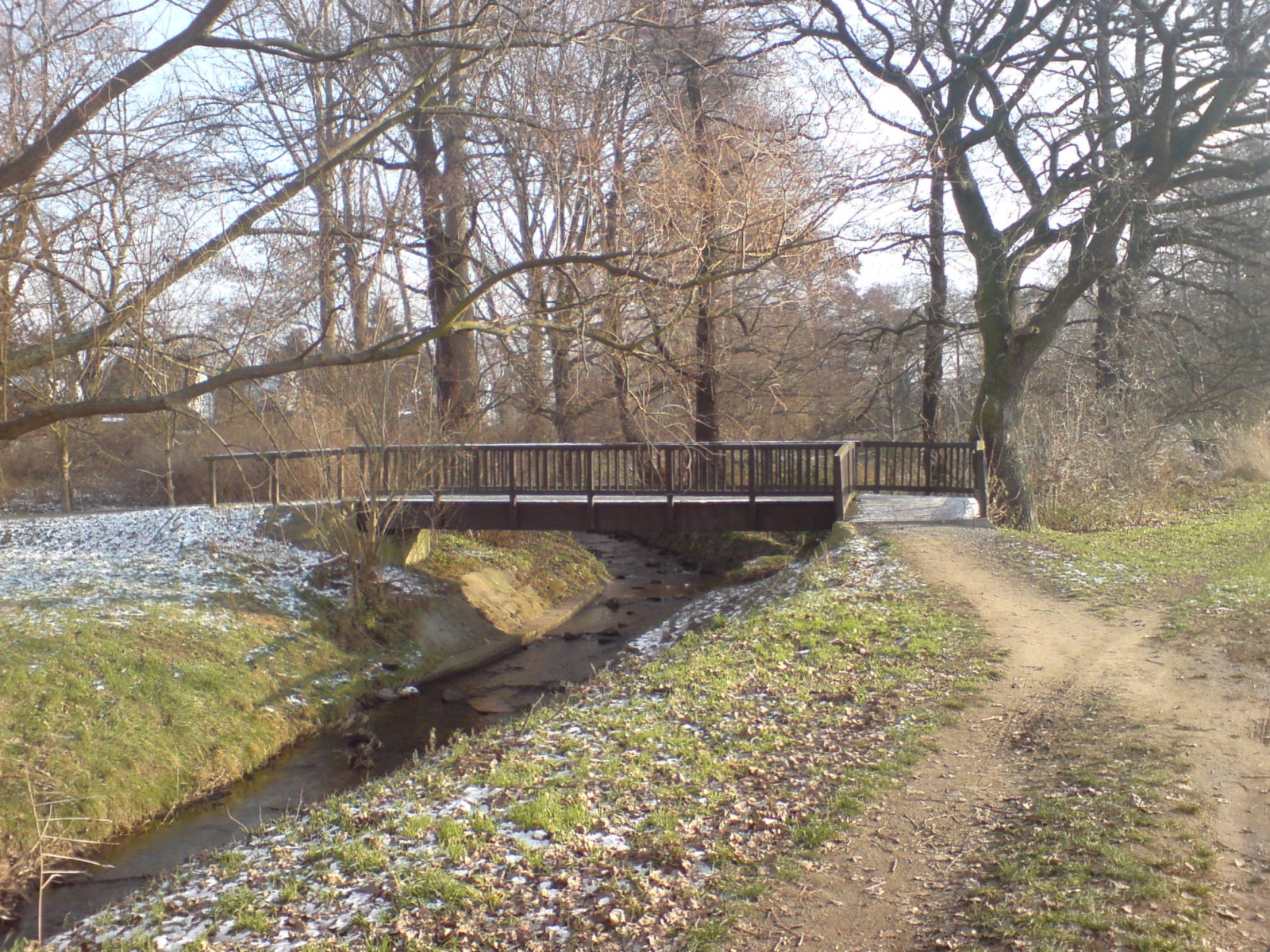
Fußgängerbrücke über den Mühlbach am Südrand von Wixhausen (2009)

### Fabienne-Steig
Im Wixhäuser Wald östlich der Gaststätte zum alten Forsthaus Kalkofen befindet sich der naturkundliche Fabienne-Steig, ein ca. 800 Meter langer Pfad, auf dem die lokalen Auswirkungen des Sturmtiefs „Fabienne“ vom September 2018 dokumentiert sind. An sieben Informationsposten werden die Folgen des Sturms und des Klimawandels erläutert. Der Pfad wurde von Berufsschülern der Darmstädter Peter-Behrens-Schule aufgebaut und am 8. September 2020 eröffnet.

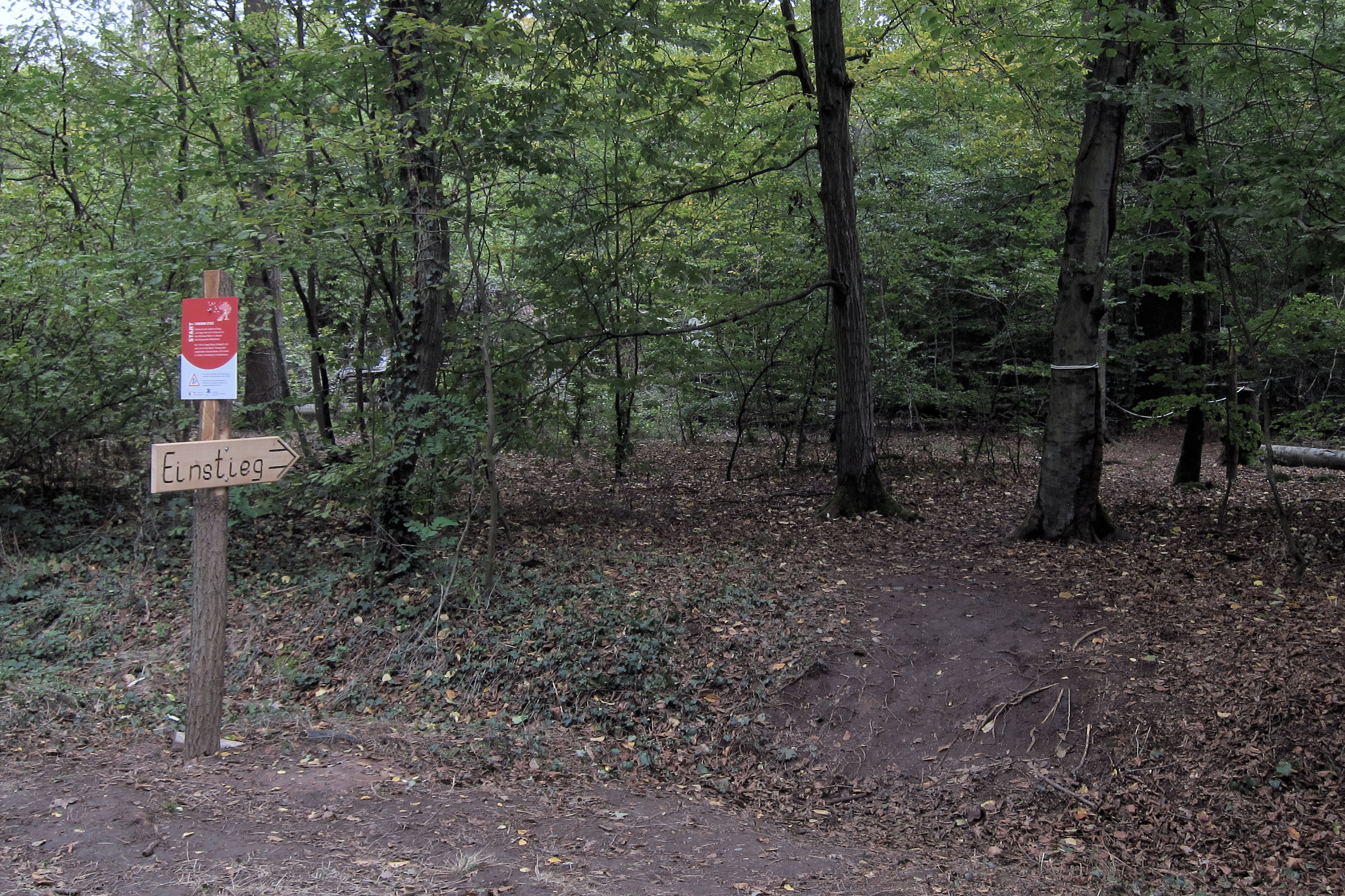
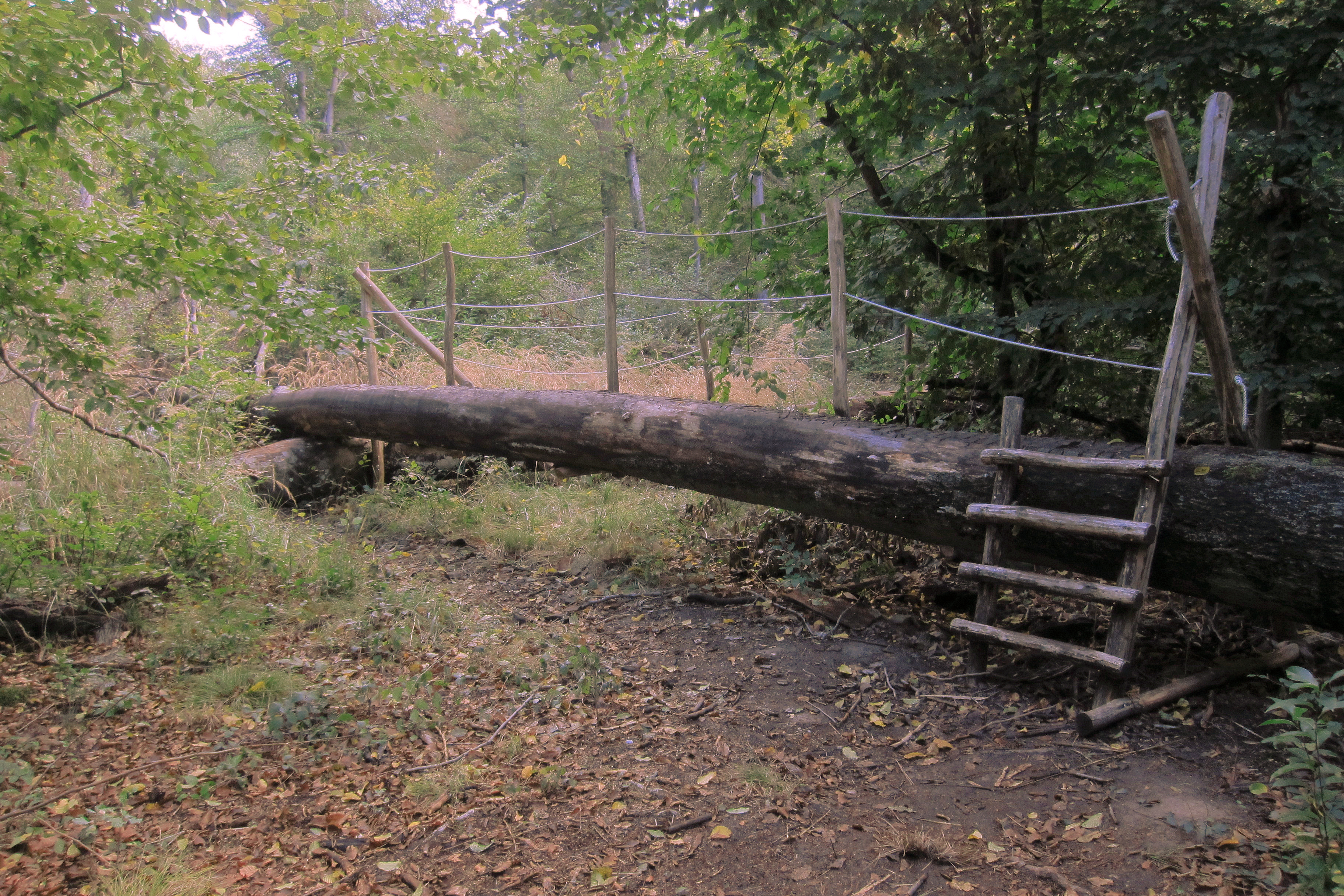
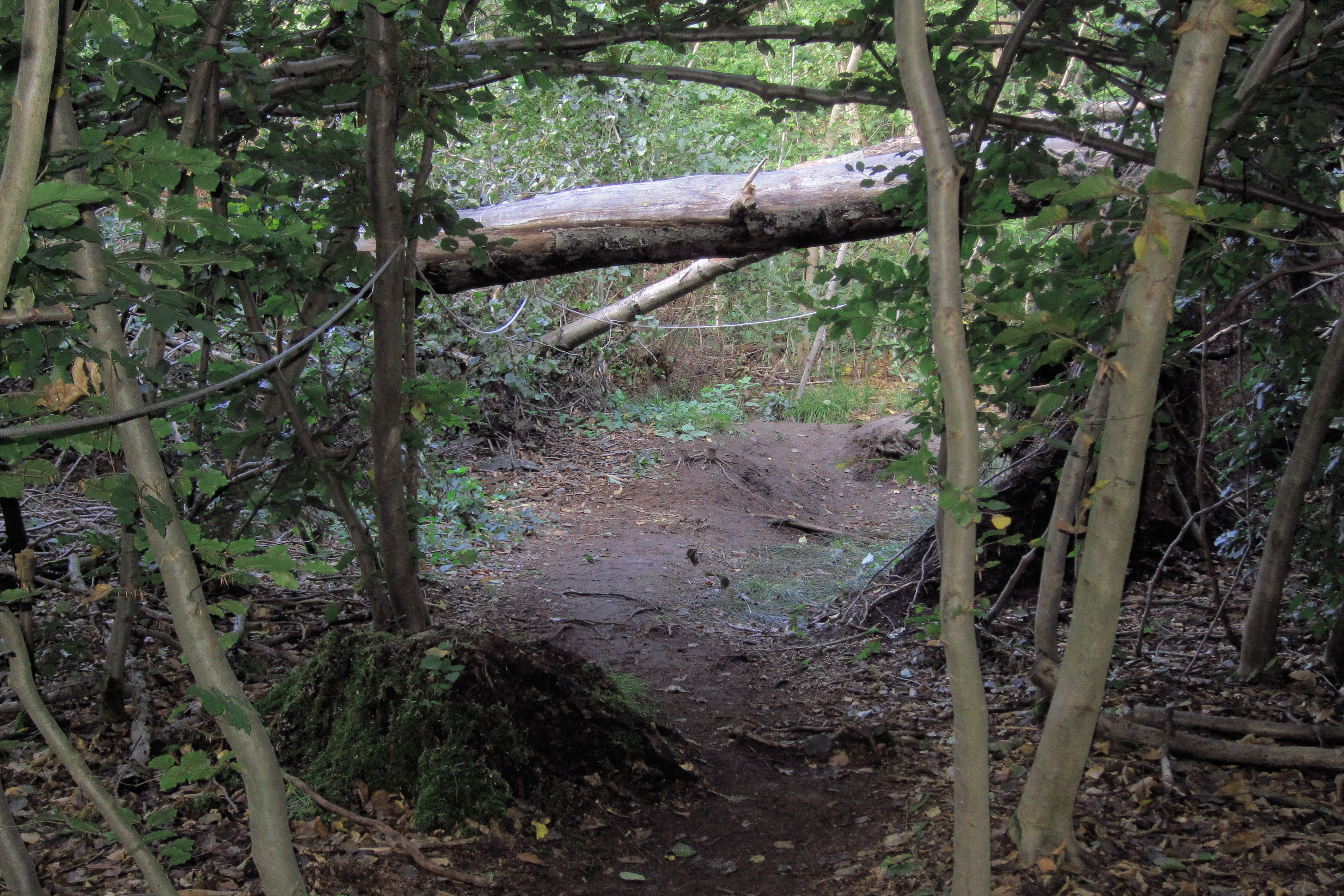
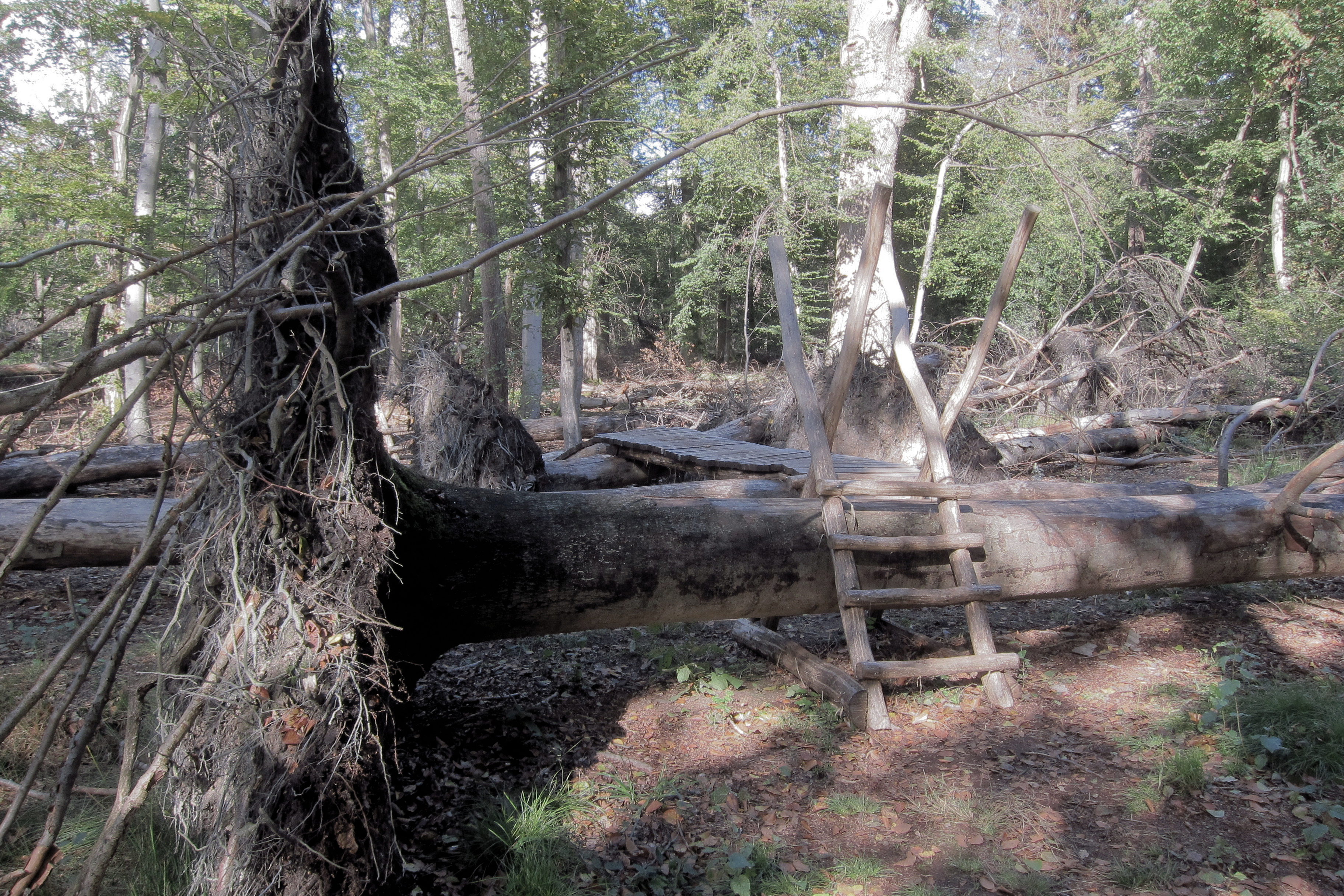
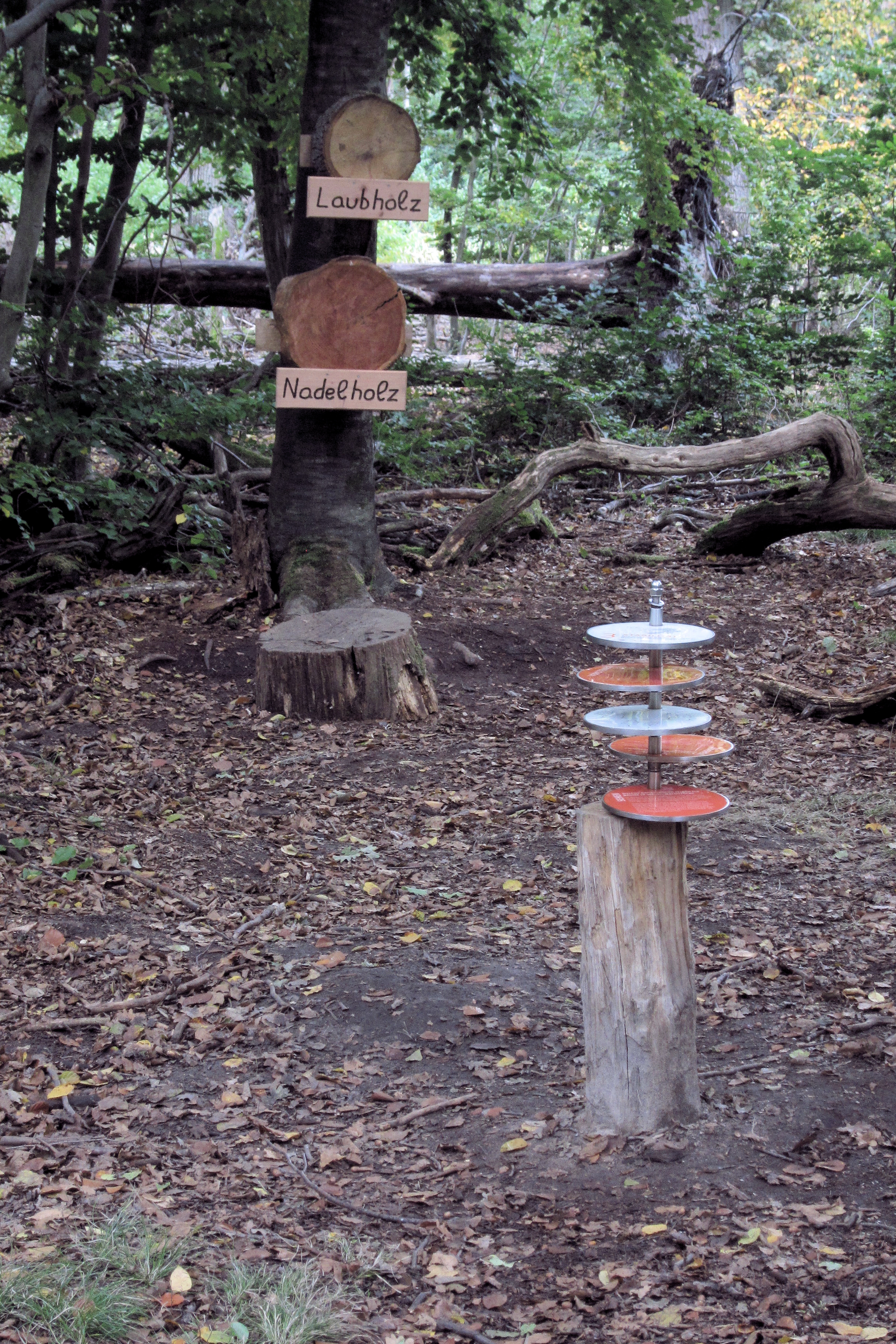
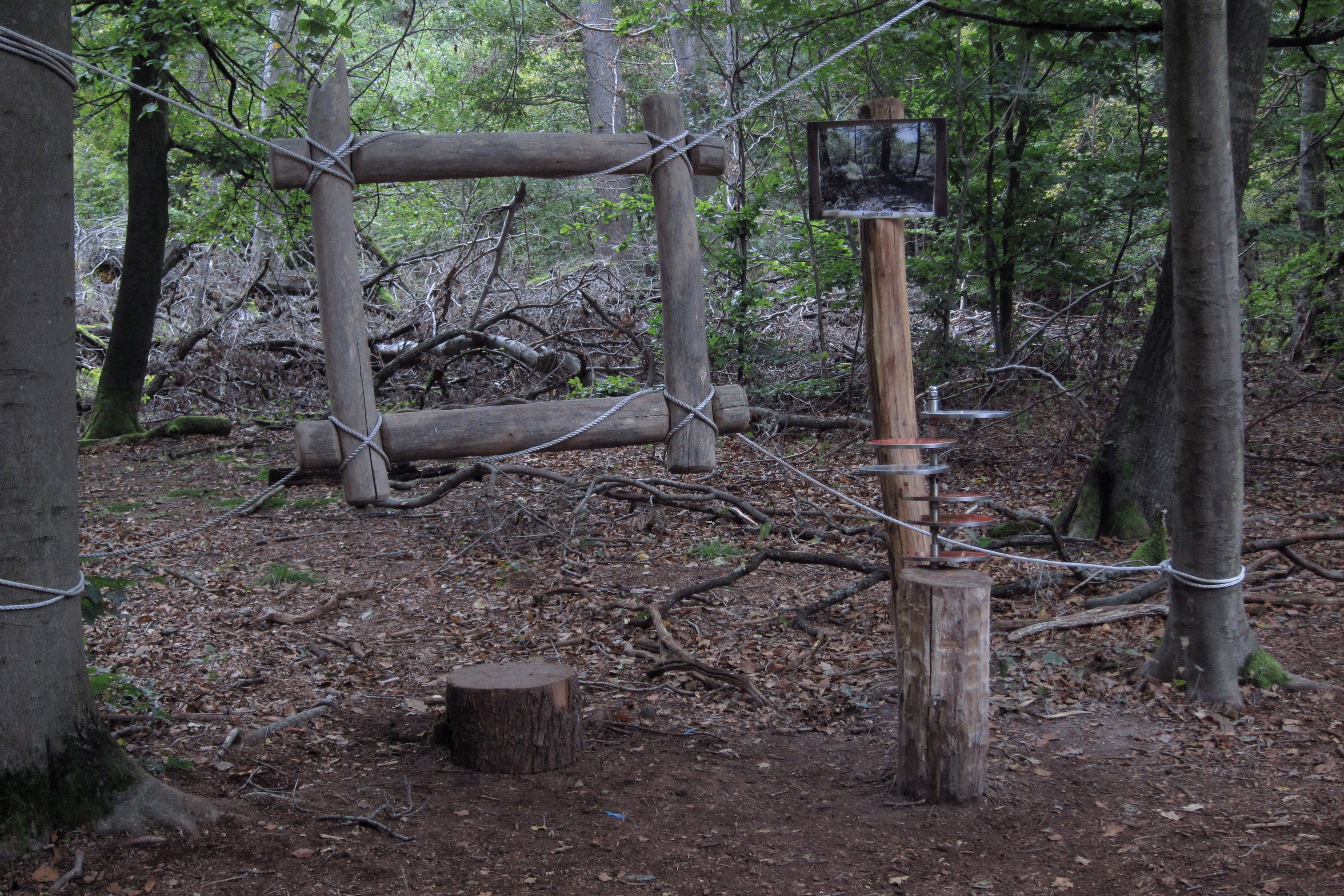

### Vereine
In Wixhausen gibt es unter anderem den Verein TSG Wixhausen. Er besitzt mehrere Abteilungen. Die Fußballmannschaft der Herren spielt zurzeit in der Kreisliga.
Wixhausen ist einer der aktivsten Stadtteile Darmstadts im musikalischen Vereinsleben. Neben dem Blasorchester der TSG Wixhausen existieren derzeit sieben Chorgruppen in vier Vereinen (Kinder- und Jugendchor Wixhausen, SurpriSing, Liederkranz Wixhausen, WiDaNoVo).
Darüber hinaus existieren eine Freiwillige Feuerwehr, ein Hundefreundeverein, ein Gewerbeverein und zahlreiche weitere Vereine.

### Regelmäßige Veranstaltungen
- August: Kerb
- September/Oktober: Kelterfest[17][18]
- November/Dezember: Weihnachtsmarkt[19]

## Wirtschaft und Infrastruktur

### Öffentliche Einrichtungen

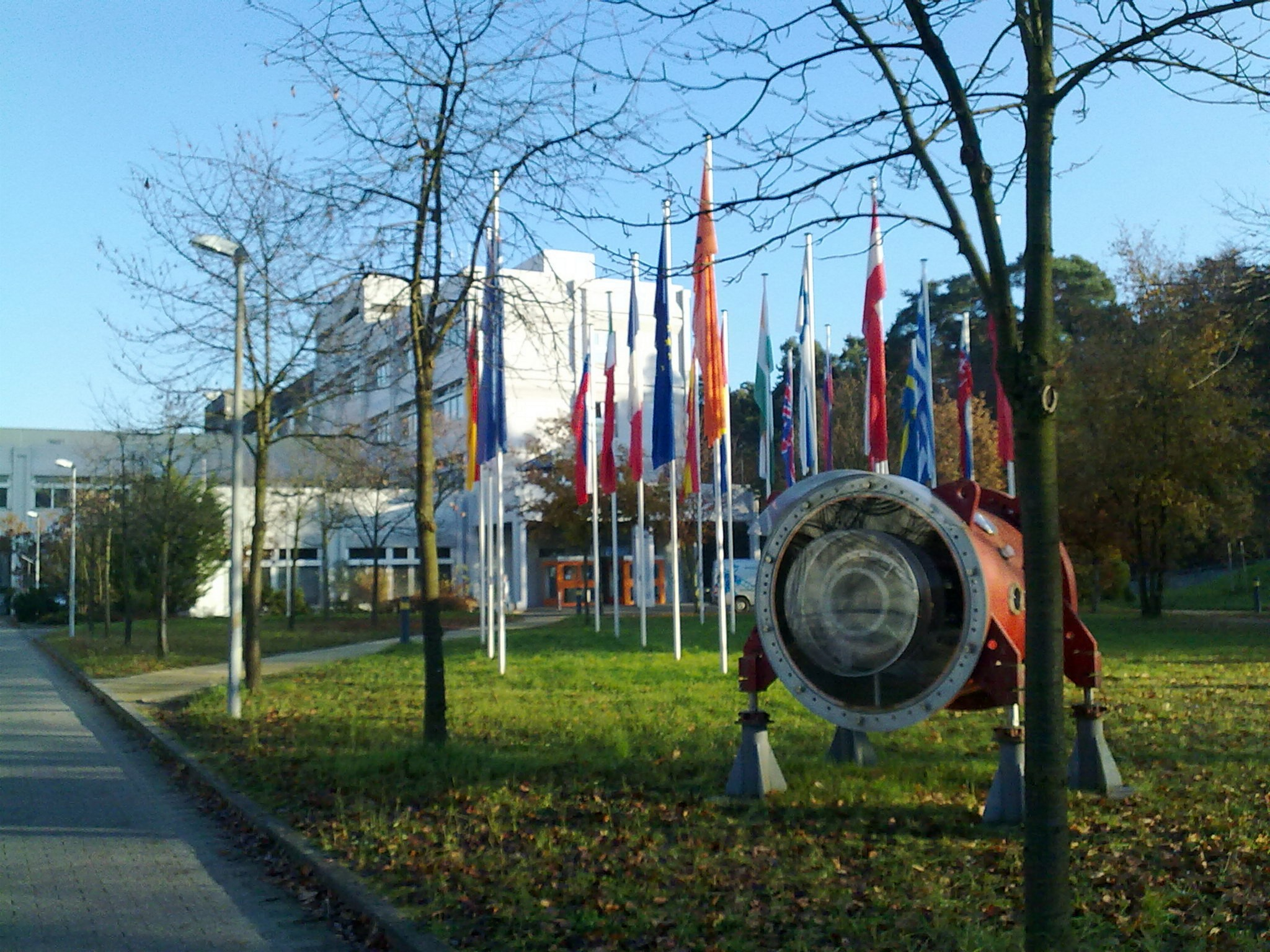
Eingangsbereich zum Campus von GSI und FAIR

- Der im Osten Wixhausens liegende und von hier aus zugängliche Campus der GSI Helmholtzzentrum für Schwerionenforschung und der im Bau befindlichen Facility for Antiproton and Ion Research (FAIR)
- Die Behinderteneinrichtung Aumühle
- Biogasanlage Darmstadt-Wixhausen

### Bildung
- Grundschule Georg-August-Zinn-Schule[20]

### Verkehr
Straße

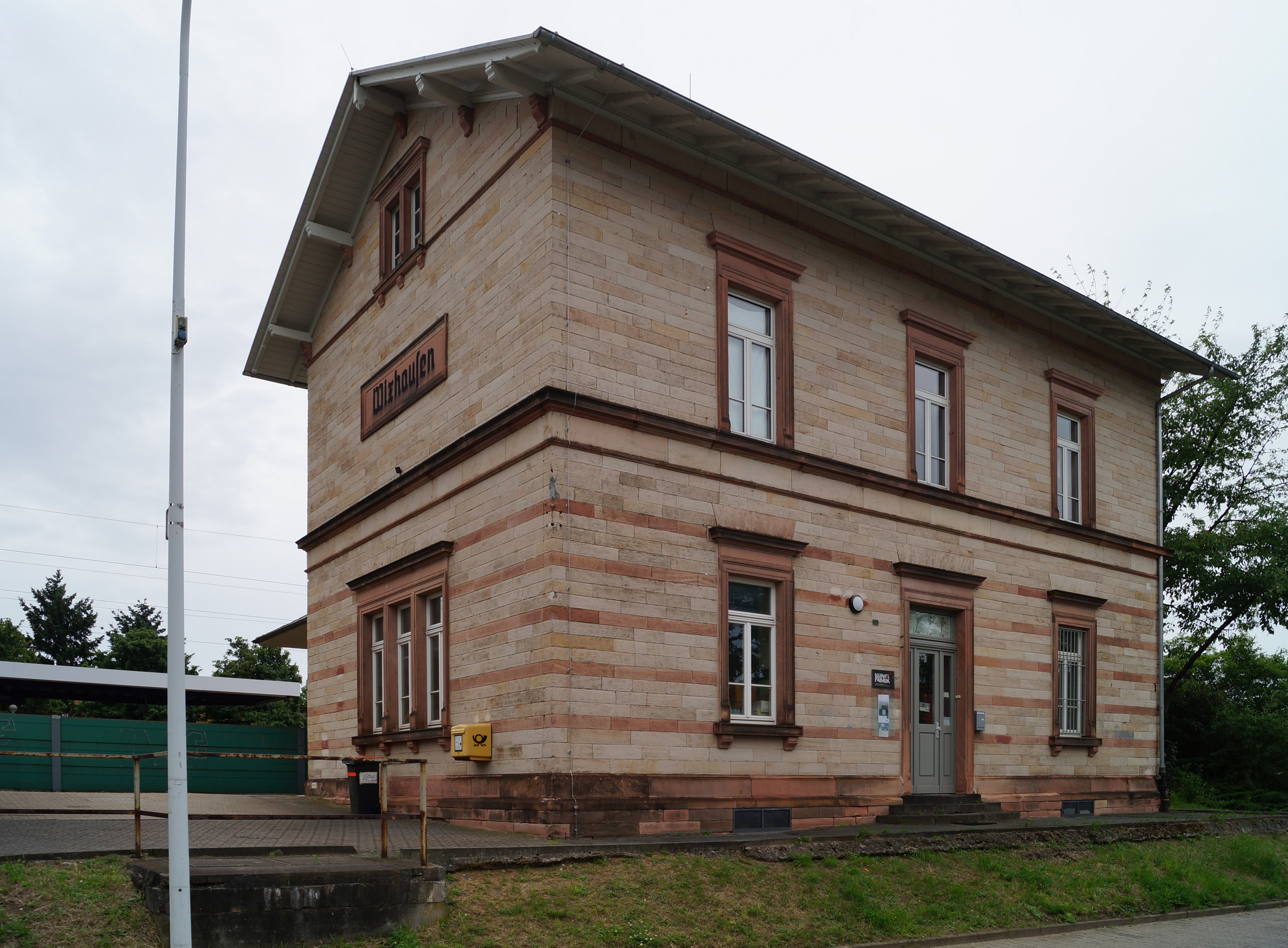
Empfangsgebäude am Haltepunkt Darmstadt-Wixhausen

Für den überörtlichen Verkehr wird Wixhausen durch die Bundesstraße 3 erschlossen, die in Süd-Nord-Richtung durch die östlichen Neubauviertel führt. Von der B 3 zweigen die Kreisstraßen K 165 und K 166 ab, die durch den Ortskern führen und Wixhausen mit Erzhausen und Gräfenhausen verbinden.
ÖPNV
Der S-Bahn-Haltepunkt Darmstadt-Wixhausen war vor 1994 ein Bahnhof an der Bahnstrecke Frankfurt am Main–Heidelberg. Heute verkehrt hier die Linie S6 der S-Bahn Rhein-Main nach Darmstadt und über Frankfurt am Main nach Groß Karben. Das Empfangsgebäude ist ein Kulturdenkmal.
Wixhausen wird mit den Buslinien G und WX an die Straßenbahn Darmstadt angebunden.
Bei einer Bürgerumfrage im Jahr 2024 stimmten 60 % der Teilnehmer gegen eine Straßenbahn-Anbindung Wixhausens. Es stimmten 48 % der teilnahmeberechtigten Bürger ab.

## Persönlichkeiten
- Ernst Egert (1949–2016), Chemiker, in Wixhausen geboren.
- Rosa Kempf (1874–1948), Sozialpolitikerin, verstarb in Wixhausen.
- Heinz Werner Kraehkamp (1948–2012), Schauspieler, in Wixhausen geboren.
- Phil Stark (Philipp Stork) (1919–1992) Opernsänger, wuchs in Wixhausen auf.